# Mandaljena
Mandaljena je naseljeno mjesto u sastavu općine Župa dubrovačka, Dubrovačko-neretvanska županija, Republika Hrvatska.

## Povijest
Do teritorijalne reorganizacije u Hrvatskoj nalazila se u sastavu stare općine Dubrovnik. Kao samostalno naseljeno mjesto, Mandaljena postoji od popisa 2011. godine. Nastalo je izdvajanjem dijelova naselja Čelopeci, Čibača i Petrača.

## Stanovništvo
Na popisu stanovništva 2011. godine, Mandaljena je imala 348 stanovnika.

| broj stanovnika | 348   | 361   |
|                 | 2011. | 2021. |